# 三甲镇 (阳春市)
三甲镇，是中华人民共和国广东省阳江市阳春市下辖的一个乡镇级行政单位。

## 行政区划
三甲镇下辖以下地区：
黎冲村、三甲社区、山坪社区、三圩村、双和村、中心村、曲江村、那井村、大垌村、罗村、大新村、新坡村、新楼村、大冲村、庞垌村、庞北村、庞西村、中寮村、古山村、山口村、长沙村、岳冲村、丰垌村、京冲村、山坪村和西岸村。